# 大滝和子
大滝 和子（おおたき かずこ、1958年11月1日 - ）は、歌人。本名、矢口和子。

## 経歴
神奈川県藤沢市出身。早稲田大学第一文学部日本文学科卒業。
1983年、未来短歌会に入会。岡井隆に師事。1992年、作品「白球の叙事詩（エピック）」にて第35回短歌研究新人賞を受賞。1994年、第一歌集『銀河を産んだように』を刊行。翌1995年、同歌集にて第39回現代歌人協会賞を受賞。2000年、第二歌集『人類のヴァイオリン』を刊行。翌2001年、同歌集にて第11回河野愛子賞を受賞。

## 著書
- 銀河を産んだように 歌集 砂子屋書房 1994.7
- 人類のヴァイオリン 歌集 砂子屋書房 2000.9 ISBN 978-4790405085
- 竹とヴィーナス 歌集 砂子屋書房 2007.10 ISBN 978-4790410331
- 「銀河を産んだように」などⅠ Ⅱ Ⅲ歌集 短歌研究文庫 2024.4 ISBN 978-4862727657